# وانگ ژن (ژیمناست)
وانگ ژن (ژیمناست) (به انگلیسی: Wang Zhen (gymnast)) ژیمناست زادهٔ ۲۲ فوریهٔ ۱۹۸۵ میلادی اهل کشور چین است.